# Canunda-Nationalpark

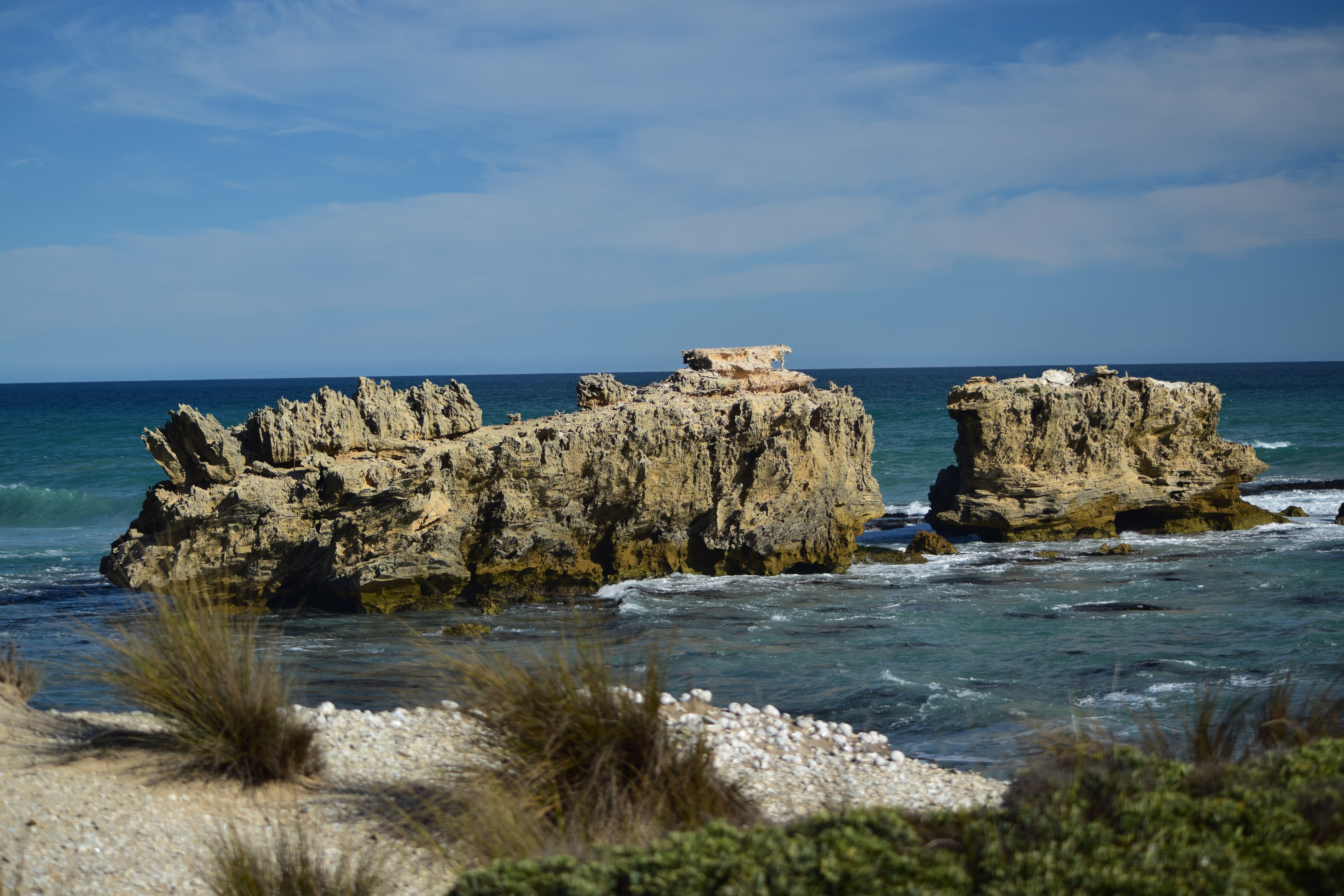
Mounce and Battye Rocks im Canunda-Nationalpark (2016)

Der Canunda-Nationalpark (engl. Canunda National Park) ist ein Schutzgebiet im australischen Bundesstaat Südaustralien. Er liegt etwa 350 km südöstlich von Adelaide und erstreckt sich 40 km entlang der Küste von Cape Buffon bis Cape Banks auf einer Fläche von heute mehr als 9.300 ha. Es wurde 1959 als Cape Buffon Flora and Fauna Reserve unter Schutz gestellt. 1966 wurde das Gebiet erheblich erweitert und erhielt den heutigen Namen. Weitere Vergrößerungen erfolgten 1976 und 1986.

## Geschichte
Aborigines, die dem  Stamm der Boandik angehören, lebten seit Jahrhunderten während des Sommers in Siedlungen entlang der Küste und zogen sich für den Rest des Jahres weiter ins Landesinnere zurück.

## Landschaftsbild
Der nördliche Teil des Nationalparks ist durch Kalkklippen, Steilküsten, der Küste vorgelagerte Riffe und durch dichtes Buschwerk gekennzeichnet, während der Südteil von Wanderdünen und Strandabschnitten, die durch Vordünen gesichert sind, dominiert wird. Im südlichen Teil grenzt der Nationalpark an den Lake Bonney, einen der größten Süßwasserseen Australiens an.

## Tierwelt
In Park leben zahlreiche interessante und seltene Tierarten, wie der Wombat, der Keilschwanzadler oder der Eulenschwalm. Besonders schutzbedürftige vorkommende Tierarten sind die Vogelarten Goldbauchsittich, Australische Austernfischer, Kappen- und Rotkopfregenpfeifer sowie die Säugetierart Antechinus minimus aus der Familie der Breitfuß-Beutelmäuse.